# 東京都道、埼玉縣道25號飯田橋石神井新座線

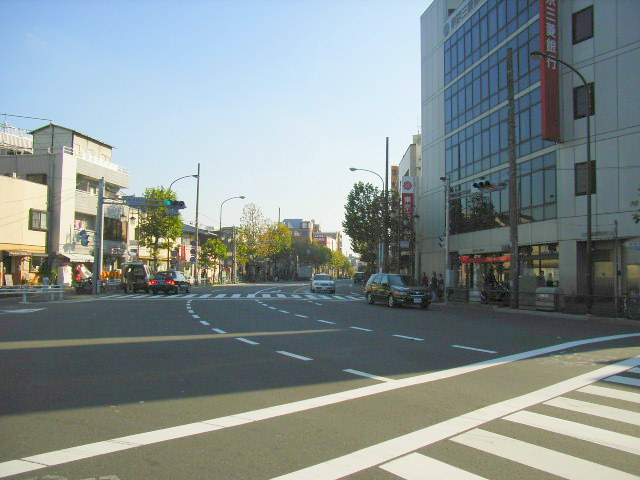
西早稻田交差點附近（東京都新宿區：2004年12月攝影）

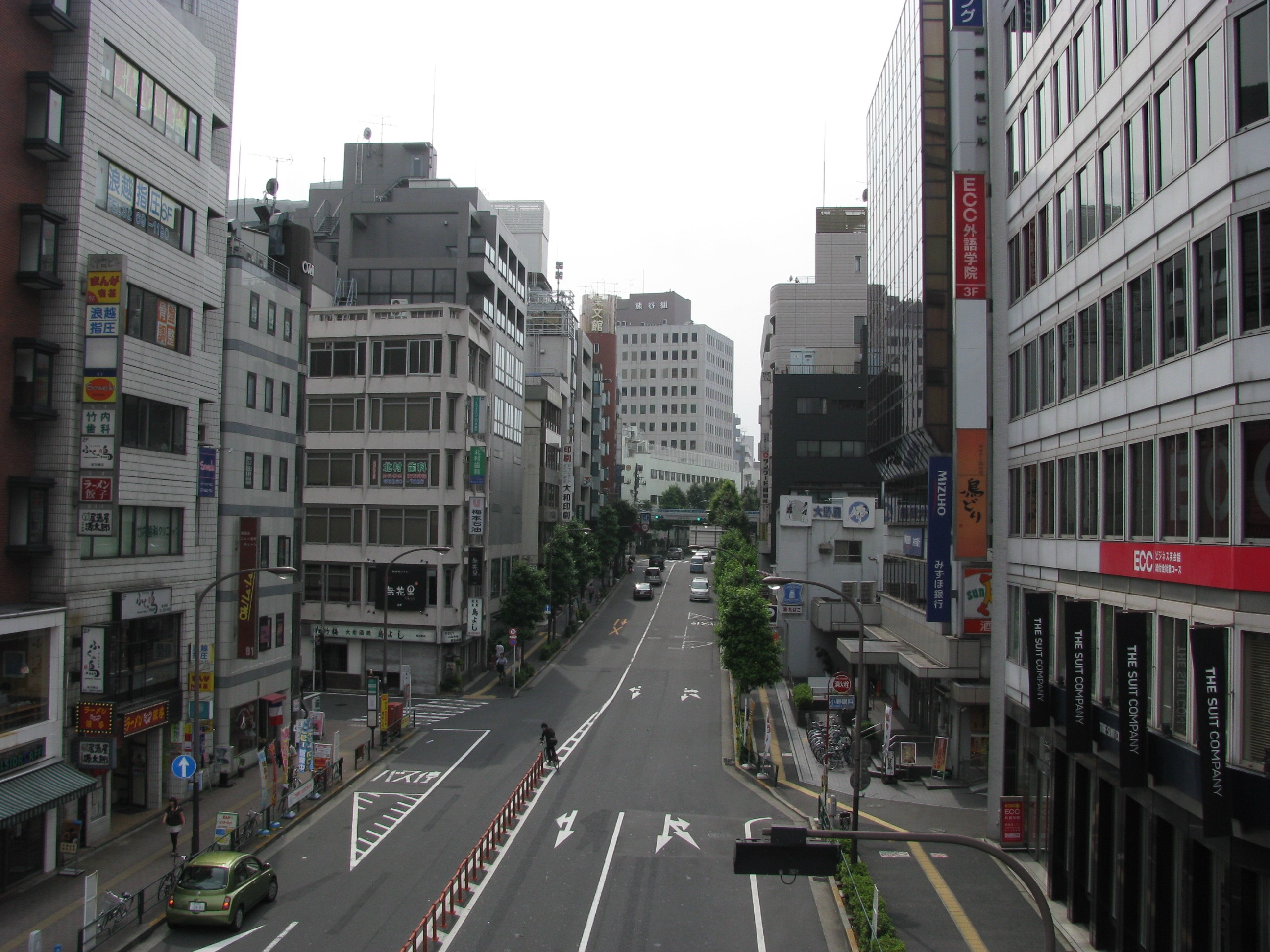

東京都道·埼玉縣道25號飯田橋石神井新座線（日语：／）是由日本東京都新宿區經中野區、杉並區、練馬區、西東京市至埼玉縣新座市的主要地方道。

## 概要

### 路線資料
- 起點：東京都新宿區（飯田橋交差點＝東京都道8號千代田練馬田無線、東京都道405號外濠環狀線交點）
- 終點：埼玉縣新座市（栗原交差點＝東京都道・埼玉縣道24號練馬所澤線（日语：東京都道・埼玉県道24号練馬所沢線）、東京都道・埼玉縣道36號保谷志木線（日语：東京都道・埼玉県道36号保谷志木線）交點）

## 歷史
- 1965年（昭和40年）4月1日
埼玉縣認定為主要地方道[1]。

## 路線狀況

### 通稱
- 大久保通（大久保通り）飯田橋～神樂坂上
- 早稻田通（日语：早稲田通り）神樂坂上～本天沼二丁目
- 舊早稻田通（旧早稲田通り）本天沼二丁目～東京都道233號東大泉田無線（保谷街道）交點
- 片山縣道（片山県道）東京都西東京市、埼玉縣新座市境～栗原（終點）
- 諏訪通（日语：諏訪通り (東京都)）：馬場下町交差點 - （支線） - JR山手線交差部

### 支線
- 馬場下町交差點 - JR山手線交差部（諏訪通）
- 中野區大和1丁目 - 大和4丁目（大和町中央通=補助第227號線）[2][3]

### 重複區間
- 東京都道·埼玉縣道36號保谷志木線　東京都西東京市榮町（交差點無名稱）～埼玉縣新座市栗原（栗原交差點）

### 道路設施

#### 橋梁
- 小瀧橋（神田川）：東京都新宿區
- 松下橋（妙正寺川）：東京都杉並區
- 豊島橋（石神井川）：東京都練馬區

## 地理

### 通過自治體
- 東京都
  - 新宿區
  - 中野區
  - 杉並區
  - 練馬區
  - 西東京市
- 埼玉縣
  - 新座市

### 連接的道路
- 東京都道8號千代田練馬田無線（目白通）、東京都道405號外濠環狀線（外堀通）飯田橋（起點）：東京都新宿區
- 東京都道433號神樂坂高圓寺線（大久保通　神樂坂上：東京都新宿區
- 東京都道319號環狀三號線（日语：東京都道319号環状三号線）（外苑東通）辯天町：東京都新宿區
- 東京都道305號芝新宿王子線（明治通）馬場口：東京都新宿區
- 東京都道317號環狀六號線（山手通）上落合2：東京都新宿區
- 東京都道420號鮫洲大山線（日语：東京都道420号鮫洲大山線）（中野通）新井：東京都中野區
- 東京都道318號環狀七號線（環七通）大和陸橋：東京都中野區
- 東京都道427號瀨田貫井線（日语：東京都道427号瀬田貫井線）（中杉通）阿佐谷北6：東京都杉並區
- 東京都道438號向井町新町線（日语：東京都道438号向井町新町線）（早稻田通）本天沼2：東京都杉並區
- 東京都道440號落合井草線（日语：東京都道440号落合井草線）（新青梅街道）（交差點無名稱）：東京都杉並區
- 東京都道439號椎名町上石神井線（日语：東京都道439号椎名町上石神井線）（千川通（日语：千川通り））八成橋：東京都杉並區
- 東京都道311號環狀八號線（日语：東京都道311号環状八号線）（環八通）（井荻隧道分割）：東京都練馬區
- 東京都道444號下石神井大泉線（日语：東京都道444号下石神井大泉線）（井草通）石神井小前：東京都練馬區
- 東京都道8號千代田練馬田無線（富士街道）（交差點無名稱）：東京都練馬區
- 東京都道233號東大泉田無線（日语：東京都道233号東大泉田無線）（保谷街道）（交差點無名稱）：東京都練馬區、西東京市區市境
- 東京都道·埼玉縣道234號前澤保谷線（日语：東京都道・埼玉県道234号前沢保谷線）（交差點無名稱）：東京都西東京市
- 東京都道·埼玉縣道36號保谷志木線（日语：東京都道・埼玉県道36号保谷志木線）（交差點無名稱）：東京都西東京市
- 東京都道·埼玉縣道24號練馬所澤線（日语：東京都道・埼玉県道24号練馬所沢線）、東京都道·埼玉縣道36號保谷志木線（片山縣道）栗原（終點）：埼玉縣新座市

### 沿線設施
新宿區
- 飯田橋站
- 東京厚生年金醫院
- 牛込消防署
- 神樂坂站
- 早稻田站
- 學習院大學
- 早稻田大學
- 高田馬場站
- 東京富士大學（日语：東京富士大学）
- 落合中央公園
- 落合站

中野區
- 落合郵便局（日语：落合郵便局 (東京都)）
- 東中野站
- 明大中野高校（日语：明大中野高校）
- 大妻中野中學校、高等學校（日语：大妻中野中学校・高等学校）
- 中野站
- 中野區役所
- 中野太陽廣場
- 中野四季都市（日语：中野四季の都市）
- 野方警察署
- 高圓寺站

杉並區
- 下井草站

練馬區
- 石神井公園（日语：石神井公園）
- 西武巴士上石神井營業所（日语：西武バス上石神井営業所）
- 保谷站（練馬區、西東京市境）

## 關連項目
- 東京都道一覽
- 埼玉縣縣道一覽